# Lebensmittelchemische Gesellschaft
Die Lebensmittelchemische Gesellschaft (LChG) ist ein Zusammenschluss von Lebensmittelchemikern innerhalb der Gesellschaft Deutscher Chemiker (GDCh) aus der amtlichen Lebensmittelüberwachung, Lebensmittelindustrie, Forschung sowie freiberuflicher oder anderer Tätigkeit, die gemeinschaftlich in allen einschlägigen Fragen zusammenarbeiten. Die LChG hat etwa 2700 Mitglieder und ist damit die größte Fachgruppe der GDCh. Die Nachwuchsorganisation der LChG ist die AG Junge Lebensmittelchemie („AG JLC“, ehemals AG Junge Lebensmittelchemiker), welche die Belange der Studierenden, Promovierenden und Berufseinsteiger vertritt.

## Allgemeines
Die LChG vermittelt den Gedankenaustausch und fachliche Anregungen unter ihren Mitgliedern. Der Austausch findet u. a. in 25 Arbeitsgruppen statt, die sich mit allen aktuellen wissenschaftlichen, technischen, lebensmittelrechtlichen und berufsständischen Fragen beschäftigen. Des Weiteren fördert die Gesellschaft Fortbildung durch Tagungen auf regionaler, nationaler und internationaler Ebene sowie durch Kurse und Seminare. Außerdem unterhält die LChG eine unabhängige Zertifizierungsstelle für die Fortbildung von Lebensmittelchemikern (ZFL). Zusätzlich pflegt die LChG Beziehungen zu fachverwandten Gesellschaften, Ausschüssen und Verbänden im In und Ausland. Der wissenschaftliche Nachwuchs auf dem Gebiet der Lebensmittelchemie wird aktiv gefördert.
Mitglieder der LChG können werden:
- Alle an der Lebensmittelchemie interessierten Personen des In- und Auslandes, die ordentliche GDCh-Mitglieder oder GDCh-Jungmitglieder sind.
- Alle Studierenden der Lebensmittelchemie, Chemie und anderer naturwissenschaftlicher Fächer, die studentische Mitglieder der GDCh sind und andere Mitglieder der GDCh in Ausbildung.
- Alle Personen mit abgeschlossener Hochschulausbildung, die weder Lebensmittelchemiker noch Chemiker sind, aber an der Mitarbeit in der LChG interessiert und deshalb assoziierte Mitglieder der GDCh sind.
- Firmen, Körperschaften, Behörden, wissenschaftliche Institute und Vereine können die Aktivitäten der LChG durch Spenden fördern und auch fördernde Mitglieder der GDCh werden.

## Auszeichnungen
Hervorragende Leistungen von Fachkollegen werden ausgezeichnet:
- Die Adolf-Juckenack-Medaille wird für den Einsatz für die Lebensmittelchemische Gesellschaft bzw. den Berufsstand verliehen.
- Der Kurt-Täufel-Preis für  junge Wissenschaftlers soll Leistungen junger Fachkollegen fördern; 2018 Umbenennung in Werner-Baltes-Preis des Jungen Wissenschaftlers.
- Der Bruno-Roßmann-Preis fördert wissenschaftliche Arbeiten auf den Gebieten Schnellmethoden, einfache Methoden, sowie Methoden zur Verbesserung der Ernährung usw.
- Der Gerhard-Billek-Preis wird für die beste Dissertation im Fach Lebensmittelchemie verliehen, die sich durch wissenschaftliche Originalität, interdisziplinäre Herangehensweise unter besonderer Berücksichtigung lebensmitteltechnologischer Aspekte sowie maßgebliche Fortschritte im Wissenschaftsgebiet auszeichnet; seit 2020 Zukunftspreis der Lebensmittelchemischen Gesellschaft.
- Das Josef-Schormüller-Stipendium fördert jüngere, beruflich bereits erfolgreiche Lebensmittelchemiker in ihrer weiteren wissenschaftlichen Entwicklung durch Forschungsaufenthalte im Ausland.

## Arbeitsgruppen
Die fachliche Arbeit wird vor allem in den Arbeitsgruppen der LChG geleistet. Aktive Mitglieder sind jeweils bis zu 20 Lebensmittelchemiker aus Amtlicher Überwachung, Industrie, Forschung und freiberuflicher Tätigkeit, die auf den betreffenden Gebieten besonders sachverständig sind. Weitere interessierte Fachleute können als korrespondierende Mitglieder mitwirken. Es gibt folgende Arbeitsgruppen:
- Aromastoffe
- Bedarfsgegenstände
- Biochemische und molekularbiologische Analytik
- Elemente und Elementspezies
- Fisch und Fischerzeugnisse
- Fleischwaren
- Fragen der Ernährung
- Fruchtsäfte und fruchtsafthaltige Getränke
- Futtermittel
- Hochschullehre
- Junge Lebensmittelchemie (JLC)
- Kosmetische Mittel
- Lebensmittel auf Getreidebasis
- Lebensmittellaboratorien
- Lebensmittelüberwachung
- Milch und Milchprodukte
- Nanomaterialien
- Pestizide
- Qualitätsmanagement und Lebensmittelwirtschaft
- Spirituosen
- Stabilisotopenanalytik
- Tierarzneimittelrückstände
- Wein
- Wissenschaftskommunikation
- Zusatzstoffe

### Junge Lebensmittelchemie (JLC)
Die Arbeitsgruppe Junge Lebensmittelchemie (AG JLC) ist eine bundesweite Interessenvertretung von Studierenden sowie Promovierenden im Fach Lebensmittelchemie an deutschen Hochschulen, Lebensmittelchemikern im Praktischen Jahr und Berufseinsteigern. Sie wurde 1996 von zehn Studierenden der Lebensmittelchemie aus verschiedenen Universitätsstandorten in Freiburg (Breisgau) gegründet und ist heute mit mehreren hundert Mitgliedern die größte Arbeitsgruppe der LChG. Ein stimmberechtigtes Mitglied im Vorstand der LChG wird von der AG JLC gestellt. Die AG JLC agiert sowohl regional an 15 Hochschulstandorten (Überblick: Deutschlandkarte) als auch bundesweit. An vielen Standorten ist die AG JLC als eingetragene Hochschulgruppe verzeichnet.

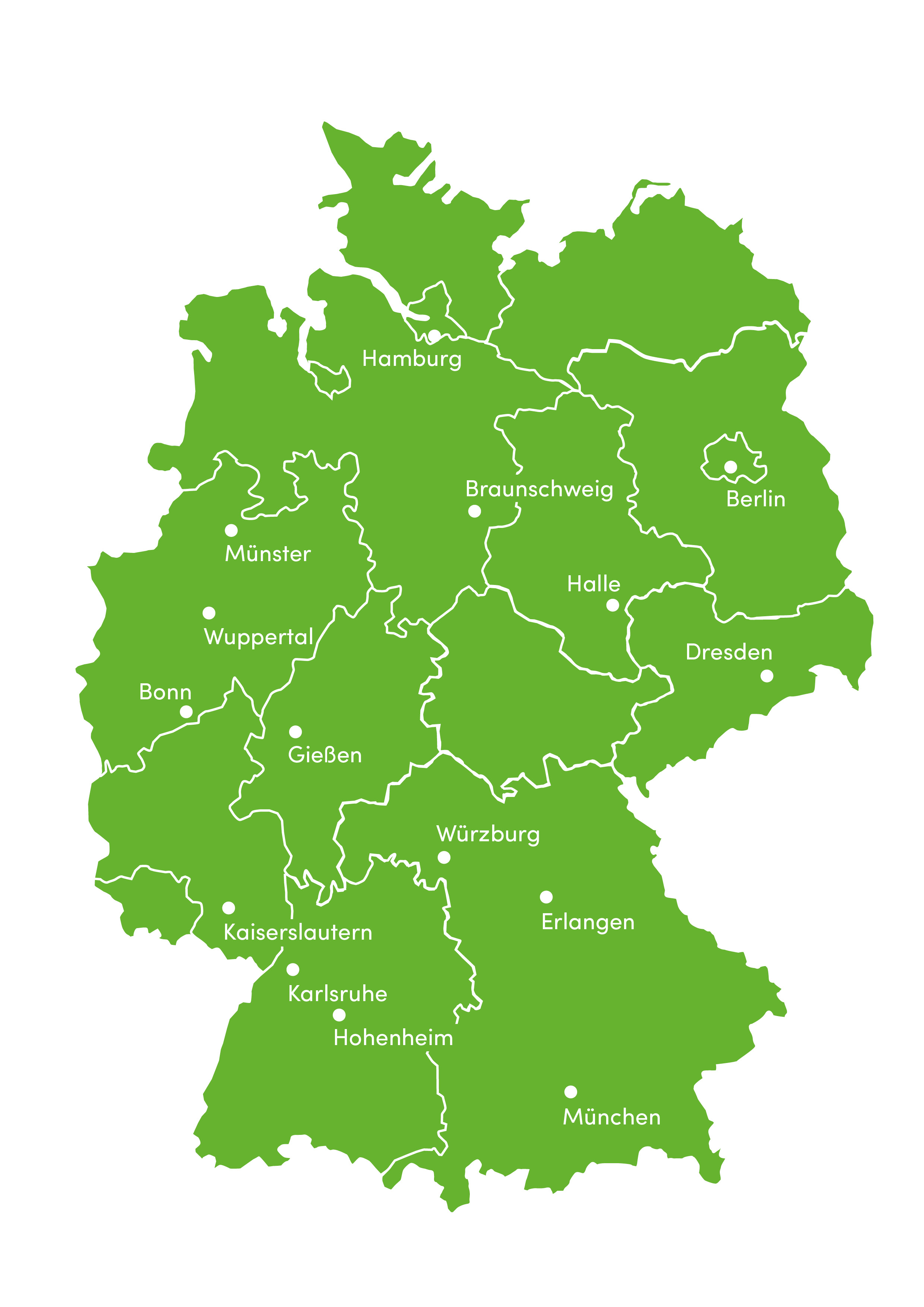
Deutsche Hochschulstandorte, an denen Lebensmittelchemie gelehrt wird

#### Ziele
Die Ziele der AG JLC sind:
- Wissenschaftliche Nachwuchsförderung
- Förderung der Kommunikation zwischen den Hochschulen
- Erweiterung und stetige Aktualisierung des Informationsangebots zu Studium und Promotion im In- und Ausland, Praktischem Jahr sowie Berufseinstieg in der Lebensmittelchemie
- Verbesserung und Vereinheitlichung der Bedingungen im Berufspraktischen Jahr, wie beispielsweise Erhalt bzw. Ausbau der Anzahl an Ausbildungsplätzen für die Ausbildung zum/zur staatlich geprüften Lebensmittelchemiker/in (2. Staatsexamen)
- Etablierung regionaler sowie überregionaler Zusammenarbeit und Kooperation mit anderen Arbeitsgruppen wie dem Jungchemikerforum (JCF)
- Steigerung der Bekanntheit von Lebensmittelchemikern und deren Berufsbild
- Aufbau eines generationen- und fachübergreifenden Netzwerks
- Interessenvertretung in der Lebensmittelchemischen Gesellschaft[8][9][10].

#### Arbeitsweise
Auf lokaler Ebene werden unter anderem Fachtagungen, Exkursionen, Workshops und Infoabende organisiert, sodass insbesondere Studierenden die Möglichkeit für die außeruniversitäre Weiterbildung geschaffen wird. Dabei stehen besonders die Aspekte der Öffentlichkeitsarbeit, Verbreitung des Berufsbildes und Weiterentwicklung des weiten Netzwerks im Fokus.
Zum regelmäßigen Austausch zwischen Vertretern der regionalen AG-Mitgliedern sowie zur Besprechung überregionaler Themen werden zweimal jährlich Bundessitzungen abgehalten. Bundessitzungen erfolgen wechselnd an unterschiedlichen AG-Standorten und werden durch die Mitglieder vor Ort organisiert. Während die Herbstsitzung immer im September am Wochenende vor dem Lebensmittelchemikertag stattfindet, erfolgt die Frühjahrssitzung meist im März an einem anderen Standort. Neben der Diskussion aktueller Themen sowie dem Anstoßen von überregionalen Projekten sind die Vernetzungen und der Erfahrungsaustausch zwischen AG-Mitgliedern der Standorte wichtige Bestandteile der bundesweiten Treffen. Ein herausragendes Attribut der AG JLC im Vergleich mit ähnlichen Organisationen ist das dauerhafte Zusammenspiel regionaler und überregionaler Strukturen. Zu besonderen Ergebnissen zählen:
- Erstellung und Aktualisierung von Informationsmaterialien zum Studium, Praktischen Jahr und Promotion im Bereich Lebensmittelchemie.
- Erarbeitung und Auswertung einer Gehaltsumfrage zum Einstiegsgehalt von Lebensmittelchemikern.
- Dreh eines Filmes zum Berufsbild des Lebensmittelchemikers.[12]
- Jährliche Durchführung von Workshops im Rahmen der Deutschen Lebensmittelchemietage sowie auf unterschiedlichen Regionalverbandstagungen.
- Erarbeitung von Positionspapieren und Stellungnahmen.[8][9][10]

#### Auszeichnungen
2017 wurden die Bundessprecher der AG JLC bei der MINT-Zukunftskonferenz in Berlin als MINT-Botschafter geehrt. Im Rahmen des Deutschen Lebensmittelchemikertags 2018 in Berlin wurde die AG JLC, vertreten durch ihren ersten Obmann Jörg Häseler, mit der Adolf-Juckenack-Medaille ausgezeichnet.

#### Kooperationen
Die regionale und überregionale Zusammenarbeit erfolgt mit der Lebensmittelchemischen Gesellschaft und der Gesellschaft Deutscher Chemiker in engem Kontakt mit dem JungChemikerForum (JCF) und den Seniorexperten Chemie (SEC). Außerdem wird mit den Lebensmittelchemikern im öffentlichen Dienst (BLC) und dem Lebensmittelverband Deutschland (LVD) kooperativ zusammengearbeitet. Diese Kontakte werden bei gemeinsamen Projekten, Tagungen und Workshops gepflegt.

## Regionalverbände
Um den fachlichen und wissenschaftlichen Gedankenaustausch unter ihren Mitgliedern zu fördern, ist die Lebensmittelchemische Gesellschaft in Regionalverbände gegliedert, die in regelmäßigen Abständen wissenschaftliche Vortragsveranstaltungen durchführen. Derzeit bestehen folgende Regionalverbände:
- Bayern
- Nord (Bremen, Hamburg, Niedersachsen, Schleswig-Holstein)
- Nordost (Berlin, Brandenburg, Mecklenburg-Vorpommern)
- Nordrhein-Westfalen
- Südost (Thüringen, Sachsen, Sachsen-Anhalt)
- Südwest (Baden-Württemberg, Hessen, Rheinland-Pfalz, Saarland)

## Vorstand
Im Vorstand der LChG, der jeweils für drei Jahre gewählt wird, sind die Bereiche Amtliche Lebensmittelüberwachung, Lebensmittelindustrie, Forschung/Hochschule und Freiberufliche Lebensmittelchemiker soweit möglich mit je einem Mitglied vertreten. Hinzu kommen der/die Vorsitzende und sein/e Stellvertreter/in, die abwechselnd aus den verschiedenen Bereichen kommen. Außerdem gehören dem Vorstand der Chefredakteur der Zeitschrift Lebensmittelchemie sowie ein Vertreter der AG JLC an. Aktuelle Arbeitsschwerpunkte des derzeitigen Vorstands sind:
- Ausbildungs- und Nachwuchsförderung,
- Studienreform,
- Förderung der Harmonisierung der Lebensmittel- und Futtermittelkontrolle in der Wertschöpfungskette,
- Teilnahme an Expertenanhörungen durch Bund und Länder,
- Verbraucheraufklärung in Presse und anderen Medien,
- Mitwirkung in nationalen europäischen Gremien und Gesellschaften, z. B. in der Food Chemistry,
- Division der European Chemical Societies (EuChemS),
- Förderung der regelmäßigen und qualitativ hochwertigen Fortbildung der in der Lebensmittelüberwachung tätigen Personen durch die Zertifizierung von Fortbildungsveranstaltungen.

## Publikationen
- Die Zeitschrift „Lebensmittelchemie“ ist das Organ der LChG; sie erscheint mit sechs Heften pro Jahr Hier werden auch die Arbeitsergebnisse der AGs publiziert, z. B. Positions- oder Grundlagenpapiere, ISSN 0937-1478.
- Die Broschüre „Lebensmittelchemiker – Experten für den Verbraucher und Umweltschutz“ informiert die Öffentlichkeit über Berufsbild und Tätigkeitsfelder.
- Das „Merkblatt für Studienbewerber und Studenten der Lebensmittelchemie“ wendet sich vor allem an Abiturienten, die sich für den Beruf interessieren.
- Die Broschüre „HighChem“ berichtet über das Ergebnis des Projekts „Aktuelle Wochenschau der Lebensmittelchemischen  Gesellschaft 2009“, in der in 52 Internetbeiträgen die verschiedenen Facetten des Berufsbilds „Lebensmittelchemiker“ und dessen Tätigkeiten dargestellt wurden.